# كينغا غونتز
كينغا غونتز (بالمجرية: Kinga Göncz)‏ هي سياسية وأكاديمية ومجرية من الحزب الاشتراكي المجري ولدت في يوم 8 نوفمبر 1947 في مدينة بودابست عاصمة المجر. هي ابنة الرئيس المجري السابق أرباد غونتز من سنة 1990 إلى سنة 2000. أكملت دراسة الطب في جامعة سيملويس. أصبحت وزيرة خارجية المجر من سنة 2006 وحتى سنة 2009. ثم أصبحت عضوة في البرلمان الأوروبي من سنة 2009 وحتى سنة 2014.